# Цяоцзя
26°54′57″ пн. ш. 102°55′40″ сх. д. / 26.91583° пн. ш. 102.92791° сх. д.
Цяоцзя (кит. 巧家县, пін. Qiăojiā Xiàn) — один із повітів КНР у складі префектури Чжаотун, провінція Юньнань. Адміністративний центр — містечко Байхетань.

## Географія
Цяоцзя лежить на висоті близько 900 метрів над рівнем моря на півночі Юньнань-Гуйчжоуського плато.

### Клімат
Повіт знаходиться у зоні, котра характеризується океанічним кліматом субтропічних нагір'їв. Найтепліший місяць — липень із середньою температурою 26,4 °C. Найхолодніший місяць — січень, із середньою температурою 12,4 °С.
| Клімат повіту Цяоцзя    | Клімат повіту Цяоцзя | Клімат повіту Цяоцзя | Клімат повіту Цяоцзя | Клімат повіту Цяоцзя | Клімат повіту Цяоцзя | Клімат повіту Цяоцзя | Клімат повіту Цяоцзя | Клімат повіту Цяоцзя | Клімат повіту Цяоцзя | Клімат повіту Цяоцзя | Клімат повіту Цяоцзя | Клімат повіту Цяоцзя | Клімат повіту Цяоцзя |
| Показник                | Січ.                 | Лют.                 | Бер.                 | Квіт.                | Трав.                | Черв.                | Лип.                 | Серп.                | Вер.                 | Жовт.                | Лист.                | Груд.                | Рік                  |
| Середній максимум, °C   | 19,1                 | 22,7                 | 27,9                 | 31,8                 | 32,4                 | 31,5                 | 31,8                 | 32,1                 | 28,4                 | 25                   | 22,9                 | 19                   | 27                   |
| Середня температура, °C | 12,4                 | 15,6                 | 20,3                 | 24,4                 | 25,7                 | 25,9                 | 26,4                 | 26,2                 | 23,1                 | 19,8                 | 16,7                 | 12,7                 | 20,8                 |
| Середній мінімум, °C    | 7,8                  | 10,4                 | 14,6                 | 18,8                 | 20,8                 | 21,9                 | 22,7                 | 22,3                 | 19,8                 | 16,5                 | 12,6                 | 8,5                  | 16,4                 |
| Норма опадів, мм        | 12.8                 | 10                   | 17.5                 | 23.1                 | 74.1                 | 179.9                | 167.1                | 112.3                | 126.2                | 87.3                 | 20.3                 | 7.6                  | 838.2                |
| Вологість повітря, %    | 53                   | 45                   | 40                   | 41                   | 53                   | 69                   | 75                   | 73                   | 76                   | 73                   | 65                   | 60                   | 60.3                 |
| ----------------------- | -------------------- | -------------------- | -------------------- | -------------------- | -------------------- | -------------------- | -------------------- | -------------------- | -------------------- | -------------------- | -------------------- | -------------------- | -------------------- |
| Джерело: data.cma.cn    |                      |                      |                      |                      |                      |                      |                      |                      |                      |                      |                      |                      |                      |